# Rhythms del mundo
El álbum musical Rhythms del mundo salió a la venta en 2006, por parte de Universal Music. En él, varios artistas transportan sus canciones a géneros como el son cubano o afro-cubano. La idea original surgió en el 2005, gracias a Kenny Young, Ron Oehl y the Berman Brothers durante el Festival de Cine de Sundance. Algunas de las canciones se adaptaron al español, otras incorporaron la letra original pero cambiaron el ritmo y los instrumentos. Participaron artistas veteranos y novatos del mundo anglófono; en cuanto a los ritmos cubanos, fueron artistas veteranos, con una gran presencia (aunque indirecta) del colectivo Buena Vista Social Club.

## Lista de canciones
1. Clocks - Coldplay
2. Better Together - Jack Johnson
3. Dancing Shoes - Arctic Monkeys
4. One Step Too Far - Dido & Faithless
5. As Time Goes By - Ibrahim Ferrer
6. I Still Haven't Found What I'm Looking For - U2 & Coco Freeman
7. She Will Be Loved - Maroon 5
8. Modern Way - Kaiser Chiefs
9. Killing Me Softly - Omara Portuondo
10. Ai No Corrida - Vania Borges feat. Quincy Jones
11. Fragilidad - Sting
12. Don’t Know Why - Vania Borges
13. Hotel Buena Vista - Aquila Rose & Idania Valdez
14. The Dark of the Matinee - Coco Freeman feat. Franz Ferdinand
15. High and Dry - El Lele de Los Van Van feat. Radiohead (samples).
16. Canción adicional: Casablanca (As time goes by) - Ibrahim Ferrer & Omara Portuondo

## Músicos participantes
- Frank Rubio (bajo).
- Harold López Nussa (piano).
- Roberto Fonseca (piano).
- Tomás Ramos, el Panga (congas y percusiones).
- Carlos Álvarez Guerra (trombón).
- Miguel Valdés de la Hoz (trompeta).
- Demetrio Muñiz (trombón).
- Barbarito Torres (aplausos,Laúd).
- Jorge Chicoy (guitarra).
- Antonio Jiménez (saxofón tenor).
- Emilio del Monte (timbales).
- Jorge Braund (trompeta & fliscorno).
- Jorge Boulet (piano).
- Pablo Menéndez (guitarra).
- Arelis Zaldívar Copello (chelo).
- Ariel Sarduy Méndez (violín).
- Roberto Herrera Díaz (viola).
- Augusto Diago Carreras (violín).
- Roberto García López (trompeta).
- Orlando Cachaíto López (bajo).
- Emilio Morales (piano).
- Manuel Guajiro Mirabal (trompeta).
- Amadito Valdés (percusiones).
- Rafael Pablo Paseiro Monzón (bajo).
- Yaroldy Abreu Robles (conga).
- Félix Martínez Montero
- Alberto Hernández Plasencia (percusiones).
- Virgilio Valdés (percusiones).
- Filiberto Sánchez Aguiar (timbales).
- Ángel Terri Domech (percusiones).

### Los estadounidenses
- Danny Cummings (percusión).
- Kenny Young (percusión).
- Ben Brierly (guitarra eléctrica).

### Cantantes líderes
- Ibrahim Ferrer
- Omara Portuondo
- Vania Borges
- Coco Freeman
- Roberto Hernández
- Abdel Rasalps, el Lele
- Idania Valdés Casuso
- Aquila Rose

### Voz de soporte
- Ivon Suárez
- Oscar Figueroa
- Óscar Figueroa
- Liagne Reina
- Iris Ávila
- Miguel Patterson
- Idania Valdés
- Casuso
- Vania Borges
- Aquila Rose
- Freya Lee

## Créditos de producción
- Producido por Kenny Young para Artists' Project Earth (APE).
- Concepto: Kenny Young y the Berman Brothers
- Coproductores: The Berman Brothers para Musicworks/Ape Vision
- Director del Musicworks Group: Ron Oehl
- Arreglos musicales: Demetrio Muniz, Miguel Patterson y Kenito
- Ingenieros: Carlos Raúl de la Vega Guerrero y Abdala Studios (La Habana), Laurence Brazil y Lazy Moon Studios (Reino Unido), Andreu Ferrer Felez-Rozasul Studios (Barcelona, España).
- Mezclado por: Laurence Brazil and Kenny Young @ Lazy Moon Studios
- Ingenieros asistentes: Omar Valladares, Évelyn Álvarez @ Abdala
- Mastering: Tim Young @ Metropolis Studios (London).
- Adaptación de traducción de canciones (al español): Víctor Reina, Sigfredo Ariel
- Asistente de producción: Yoana Grass, Fariel Camacho
- Traducción de canciones: Miguel Alexíades, Mónica von Thun Calderón
- Arte: MM Design (Sheffield) por David Menezes y Gareth Scott